# ロッキード L-18 ロードスター
ロッキード L-18 ロードスター
L-18 ロードスター、ナショナル航空
- 用途：旅客機/輸送機
- 分類：双発レシプロ機
- 設計者：ロッキード
- 製造者：ロッキード
- 初飛行：1939年9月21日
- 生産数：625機[1]
- 原型機：L-14 スーパーエレクトラ
- 派生型：PV-1 ヴェンチュラ

ロッキード L-18 ロードスター（Lockheed L-18 Lodestar）は、アメリカ合衆国のロッキード社が1930年代末期に開発したレシプロ双発の民間向け旅客機である。愛称のロードスターは、「北極星」を意味する。
第二次世界大戦ではアメリカ軍でも輸送機として使用され、陸軍ではC-56・C-57・C-60 、海軍や海兵隊ではR5Oの形式名が付けられて運用された。
L-18ロードスターを元にしたアメリカ海軍向け哨戒機/爆撃機としてPV-1 ヴェンチュラ、PV-2 ハープーンが開発されている。

## 開発
1937年に初飛行したロッキード L-14 スーパーエレクトラは性能的には良かったものの、既に広く販売されておりかつL-14よりもより大きな機体を持つダグラス社のDC-3と比較して高価であったため、セールスは伸び悩んでいた。ロッキード社はL-14の機体を延長して座席数を増やすことにより経済性を改善させようと考え、これがモデル18 (L-18) "ロードスター"となった。
最初の試作機はL-14の完成機を改造して製作され、1939年9月21日に初飛行に成功した。L-18の新造機は1940年2月2日に初飛行した。L-18は各型式あわせて625機が生産された。

## 運用

ブラジルのヴァルガス大統領機

L-18は1940年3月30日に型式証明を取得し、最初の顧客となったミッドコンチネント航空に引き渡された。L-18は座席数増加によって乗客あたりの運用コストはDC-3と同等レベルに改善していたが、既にDC-3を導入済みの航空会社も多く、販売はやや低調に推移した。結局、L-18のアメリカ国内の民間航空会社への販売は31機にとどまった。
海外顧客への販売は、オランダ領東インド諸島の政府機関から29機の注文があったこともあってアメリカ国内よりは少し良かった。民間航空会社への販売としては、南アフリカ航空へ21機、ニュージーランド・ナショナルエアウェイズへ13機、トランス・カナダ航空へ12機、英国海外航空へ9機、などの大口販売があった。
1940年から41年にかけてアメリカ軍は戦争に備えた軍備増強を行い、アメリカ国内のL-18の多くもアメリカ陸軍航空隊によって徴用され、C-56の型番を与えられた。また、新造機にも搭載するエンジンによってC-57やC-60といった制式型番が付与されている。またアメリカ海軍や海兵隊ではR5Oの型番が付けられた。イギリス連邦へレンドリースされたL-18はイギリス空軍やニュージーランド空軍、カナダ空軍、オーストラリア空軍などでロードスターと呼ばれて使用された。
1942年には1機がブラジルのヴァルガス大統領のプライベート機として販売された。この機体には大統領機としての特別な儀装が施されていた。
第二次世界大戦が終わると、多くのロードスターがオーバーホールを受け、民間に戻された。1948年の第一次中東戦争では、1機のロードスターが黎明期のイスラエル空軍で輸送機として使用された。
1970年代から80年代にかけては、アメリカ国内のスカイダイビング事業者の多くがロードスターを用いていた。

## 形式・派生型

### 民間向け社内モデル名称

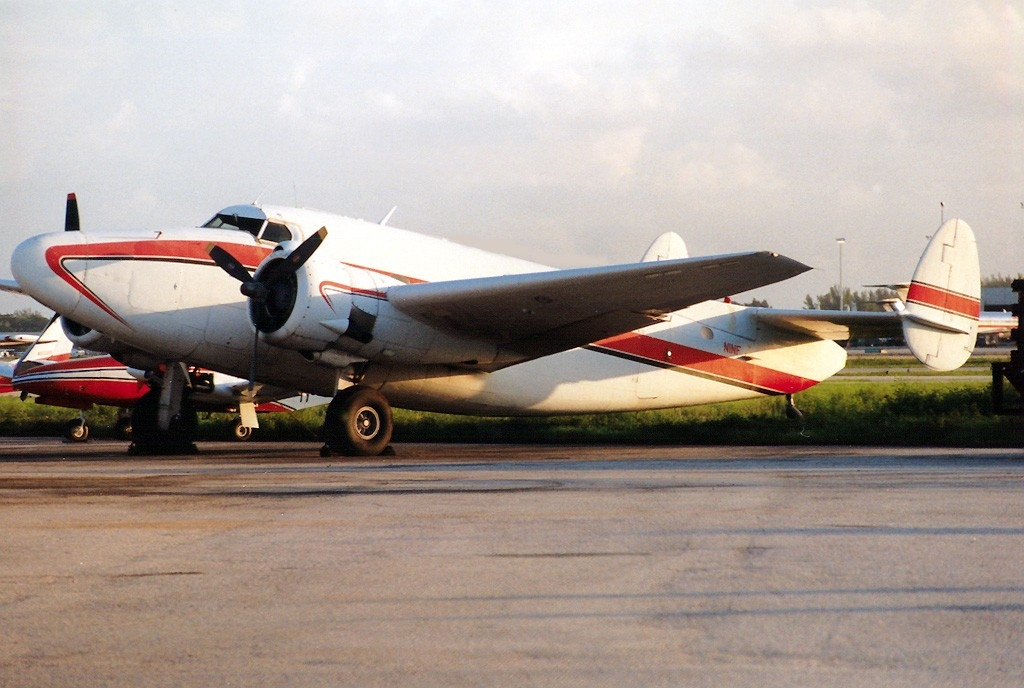
モデル18-56

モデル18-07
2基のプラット・アンド・ホイットニー ホーネット S1E2-G (出力875hp) を搭載したモデル。2機の試作機および25機の量産機が製造された。
モデル18-08
2基のプラット・アンド・ホイットニー ツインワスプ S1C3-G (出力1,200hp) を搭載したモデル。33機が製造された。
モデル18-10
2基のプラット・アンド・ホイットニー ツインワスプ S1C3-G (出力1,200hp) を搭載したモデル。39機が製造された。
モデル18-14
2基のプラット・アンド・ホイットニー ツインワスプ S4C4-G (出力1,200hp) を搭載したモデル。4機が製造された。
モデル18-40
2基のライト サイクロン G-1820-G104A (出力1,200hp) を搭載したモデル。26機が製造された。
モデル18-50
2基のライト サイクロン G-1820-G202A (出力1,200hp) を搭載したモデル。13機が製造された。

### アメリカ陸軍の制式型番

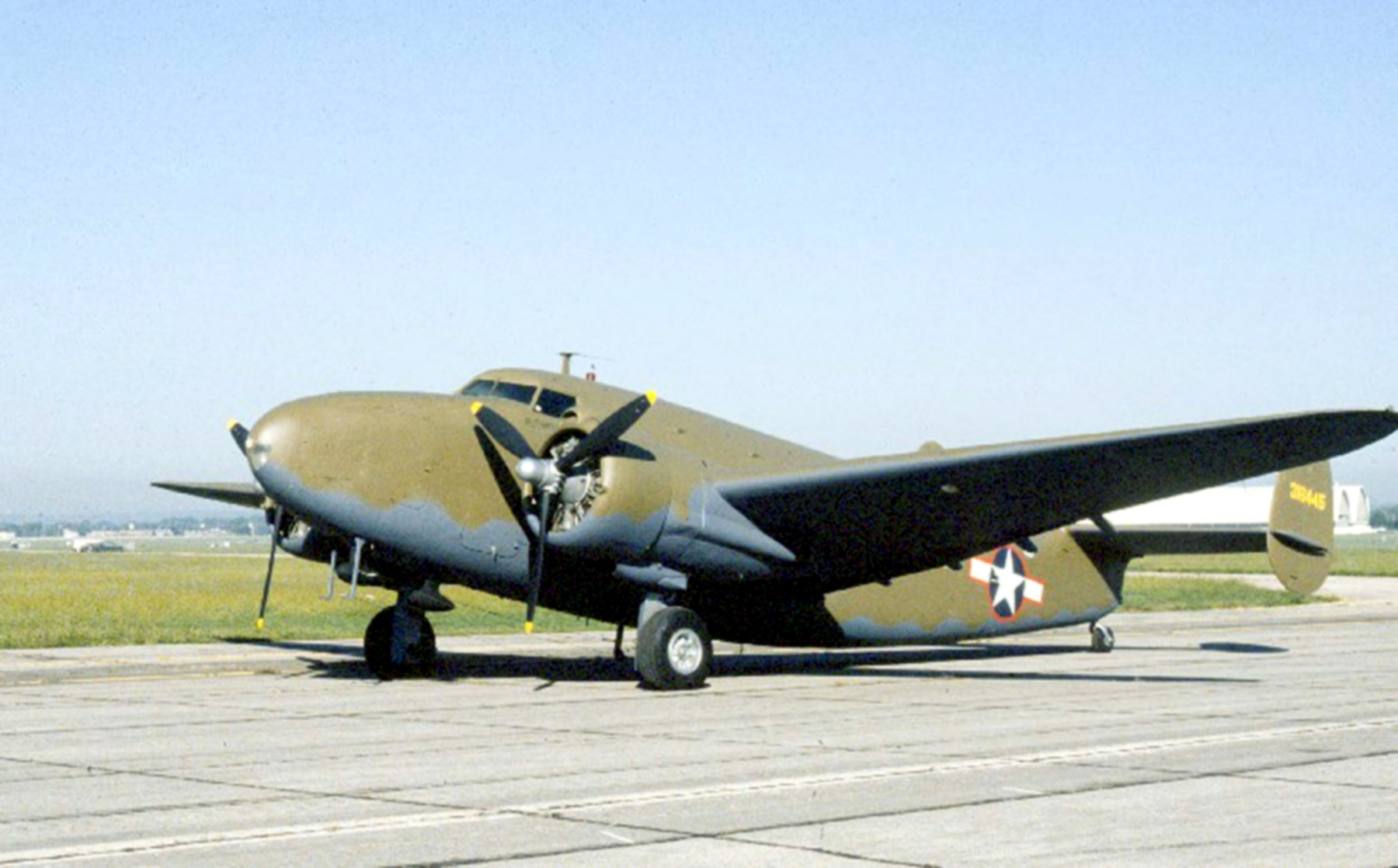
アメリカ陸軍のC-60A

アメリカ陸軍航空隊/陸軍航空軍での制式型番。
C-56
モデル18-50に出力1,200hpのライト R-1820-89エンジンを搭載したテスト機の型番。1機が改造された。
C-56A
モデル18-07にプラット・アンド・ホイットニー R-1690-54を搭載したモデル、1機製造。
C-56B
モデル18-40にライト R-1820-97を搭載したモデル、13機製造。
C-56C
モデル18-07相当の陸軍向け仕様。12機製造。
C-56D
モデル18-08相当の陸軍向け仕様。7機製造。
C-56E
モデル18-40相当の陸軍向け仕様。1943年に2機製造。
C-57
モデル18-14に出力1,200hpのプラット・アンド・ホイットニー R-1830-53エンジンを搭載したモデル。
C-57A
陸軍向けモデルに用意された型番であるが、使用されなかった。
C-57B
モデル18-08相当の陸軍向け仕様。空挺部隊向け装備が追加されている。7機製造。
C-57C
後述のC-60Aのエンジンをプラット・アンド・ホイットニー R-1830-51に換装したモデル。3機がこの改造を受けた。
C-57D
C-57Cのエンジンをプラット・アンド・ホイットニー R-1830-92に換装したモデル。1機が改造を受けた。
C-59
モデル18-07にプラット・アンド・ホイットニー R-1690-25を搭載したモデル。10機が製造され、イギリス空軍に供与されロードスターIA と呼ばれた。
C-60
ライト R-1820-87エンジンを搭載したモデル18-56の軍仕様。36機が製造され、イギリスに供与されたものはロードスターII と呼ばれた。
C-60A
C-60に空挺部隊向け装備が追加された仕様。325機製造された。
XC-60B
C-60Aに除氷装置を装着したテスト機。1機のみ。
C-60C
21名搭乗可能な兵員輸送機、計画のみで製造されず。
C-66
ライト R-1820-87エンジンを搭載した11人乗りモデル、1機製造されブラジル空軍に供与された。
C-104
C-60Cの計画初期の型番。

### アメリカ海軍の制式型番

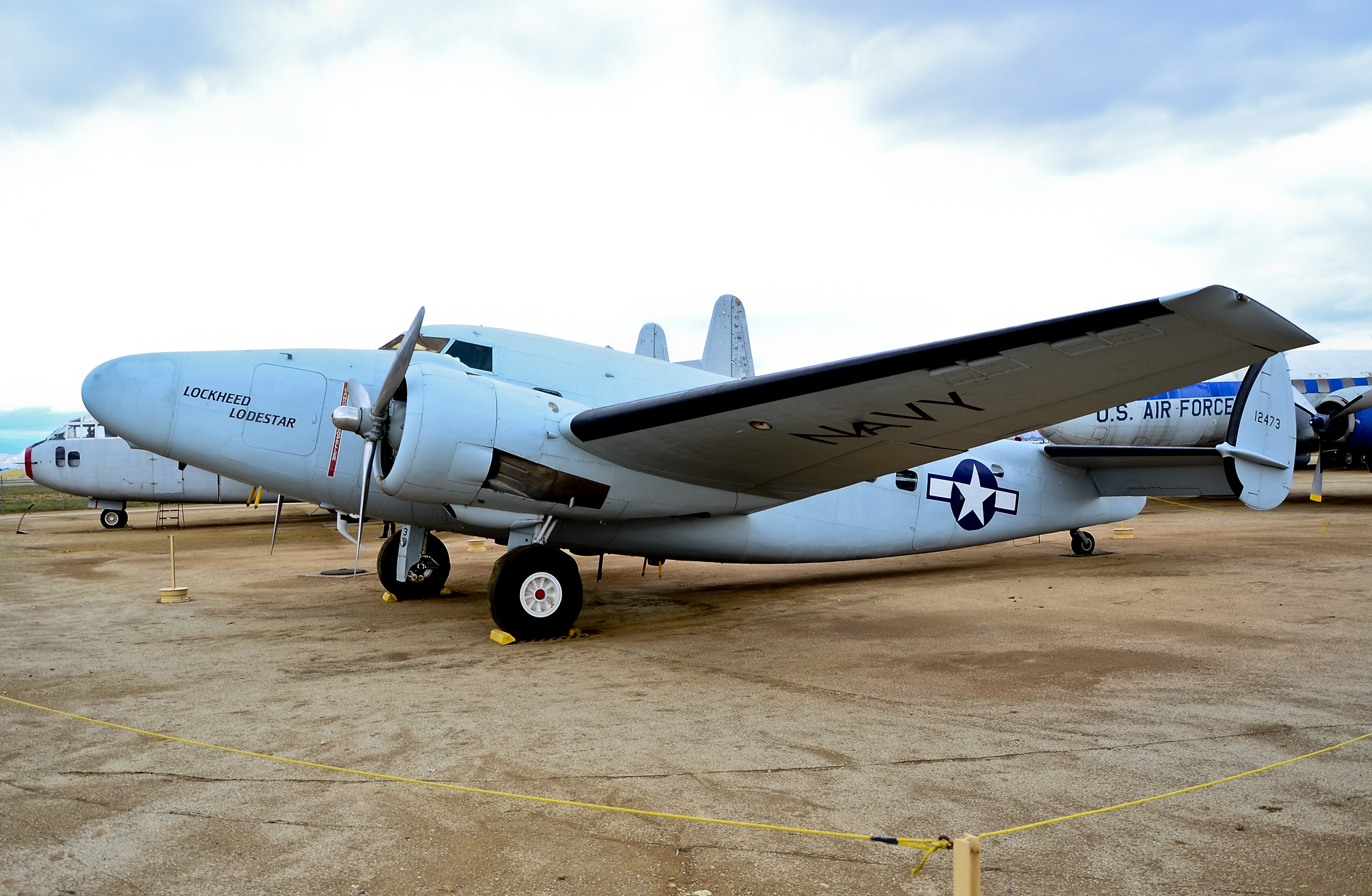
アメリカ海軍のR5O

アメリカ陸軍航空隊/アメリカ海兵隊/アメリカ沿岸警備隊での制式型番。
XR5O-1
モデル18-07相当の機体にライト R-1820-40を搭載したテスト機、1機製造。
R5O-1
ライト R-1820-97を搭載した人員輸送型、3機製造され、2機がアメリカ海軍、1機が沿岸警備隊に配備された。
R5O-2
プラット・アンド・ホイットニー R-1690-25を搭載した陸軍のC-59に相当する海軍向けモデル。1機のみ製造。
R5O-3
プラット・アンド・ホイットニー R-1830-34Aを搭載した4人乗り高級士官移動用の機体。3機製造。
R5O-4
ライト R-1820-40を搭載した7人乗りの士官輸送型、12機製造。
R5O-5
陸軍のC-60に相当する海軍向けモデルで、エンジンは:ライト R-1820-40を搭載。R5O-4とほぼ同じ機体であるが、座席数は14席となっていた。38機が新造され、3機がオランダ領東インド軍航空隊機から改造された。
R5O-6
陸軍のC-60Aに相当する海軍向けモデルで、アメリカ海兵隊で運用された。18人乗りで空挺部隊向け装備を持つ。35機製造された。

## 運用国

### 民間運用
- アメリカ合衆国
  - コンチネンタル航空 - 5機のモデル18-08 新造機を導入[1]。
  - ミッドコンチネント航空（英語版） - 4機のモデル18-07 新造機を導入[1]。
  - ナショナル航空 - 3機のモデル18-50 新造機を導入[1]。
  - パンアメリカン航空 - 6機のモデル18-10 新造機を導入し、アラスカ方面で運用した[1]。
  - ユナイテッド航空 - 4機のモデル18-10 新造機を導入[1]。
  - Inland Airlines - 1機のモデル18-08 新造機を導入[1]。
  - ウェスタン航空 - 1944年にInland Airlinesから中古機を購入した。
  - アラスカ・スター・エアラインズ - 1機のモデル18-56を運用。
- オーストラリア
  - トランス・オーストラリア・エアラインズ（英語版） (TAA) - 1952年から53年に2機を運用。
- ベルギー
  - サベナ・ベルギー航空 - 主にアフリカ大陸で運用。
- ボリビア
  - LAB航空

- ブラジル
  - Linhas Aéreas Wright

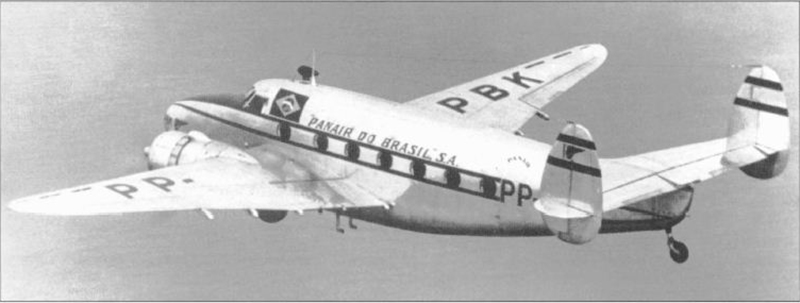
パン・エアーのロードスター

  - NAB – Navegação Aérea Brasileira
  - パン・エアー（英語版） - 10機のモデル18-10 新造機を導入[1]。
  - SAVAG (Sociedade Anônima Viação Aérea Gaúcha) - 2機のモデル18-10をPanair do Brasilから購入。
  - Transportes Aéreos Universal
  - Viação Aérea Bahiana
- カナダ
  - トランス・カナダ航空 - 12機のモデル18-10 新造機を導入[1]。
  - Yukon Southern Air Transport (YSAT) - 2機のモデル18-10 新造機を導入[1]。
  - カナダ太平洋航空 - カナダ太平洋鉄道がYSAT社を1941年に買収し、カナダ太平洋航空(現在のカナディアン航空)を設立した。
- チリ
  - Línea Aérea Nacional - 1943年から53年にかけて運用。
  - CINTA Chilean Airlines - 1953年から59年にかけて運用。
- フィンランド
  - カー・エア（英語版）
- フランス
  - エール・アフリック（英語版）[注釈 1] - 5機のモデル18-07 新造機を導入[1]。
  - エールフランス - 3機のモデル18-07 新造機を導入[1]。
  - Aero Africaine - Société Africaine des Transports Tropicaux (SATT) の子会社で、アルジェリアに拠点があった。
- ホンジュラス
  - TACA航空 (Transportes Aéreos del Continente Americano)
- ケニア、 タンガニーカ、 ウガンダ
  - 東アフリカ航空（英語版）
- ニュージーランド
  - ユニオン・エアウェイズ・オブ・ニュージーランド（英語版）
  - ニュージーランド・ナショナルエアウェイズ（英語版）
- ポルトガル
  - アエロ・ポルトゥゲーザ（英語版）
  - DETAモザンビーク航空
- プエルトリコ
  - カリブエア（英語版）[注釈 2]
- 南アフリカ共和国

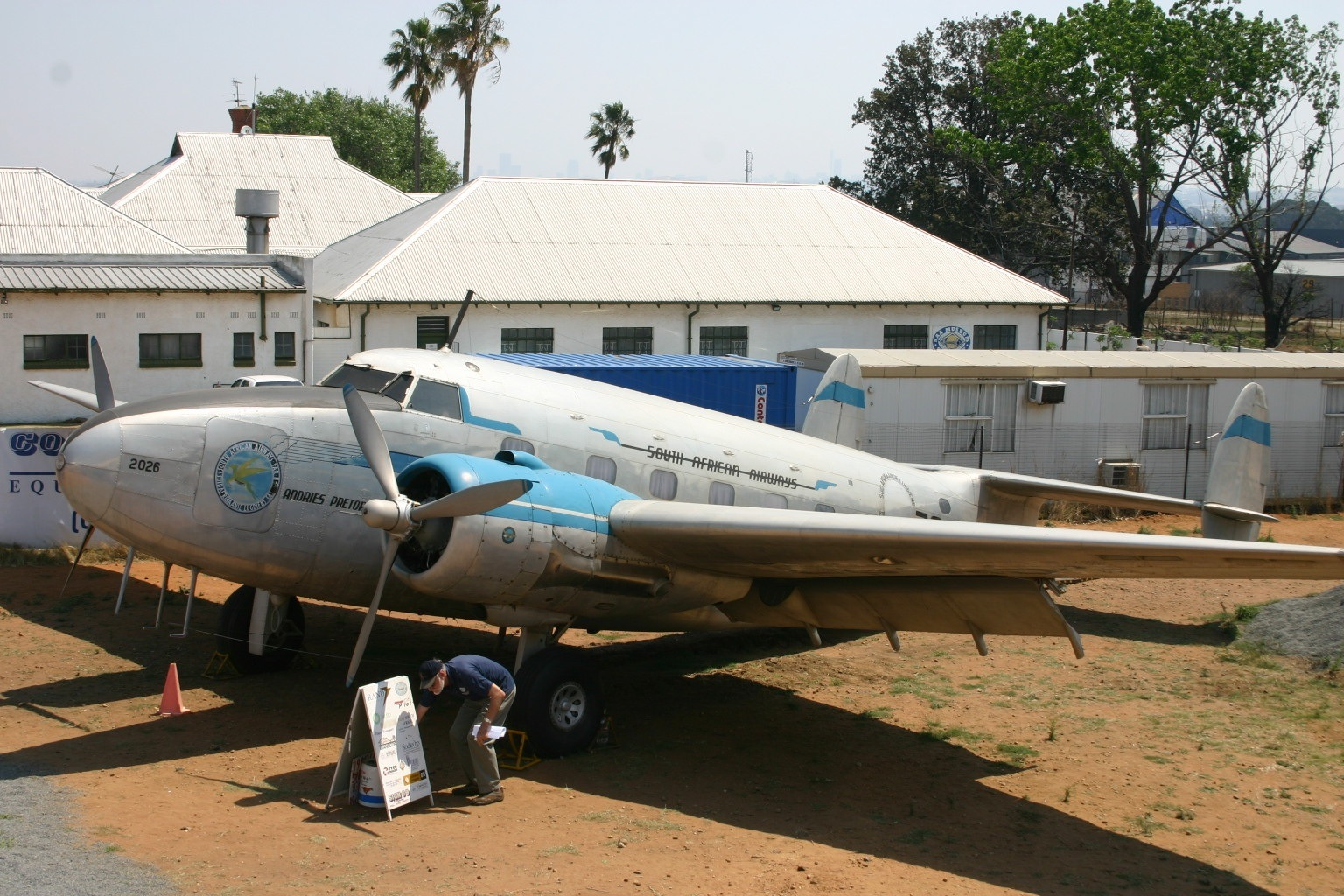
南アフリカ航空のロードスター

- - 南アフリカ航空 - 21機のモデル18-08 新造機を導入[1]。
  - コマーシャル・エア・サービス - 2機を運用。
- スウェーデン
  - リニェフリューグ（英語版） - 1957年から60年にかけて運用。
- トリニダード・トバゴ
  - BWIA西インド諸島航空（英語版）
- イギリス
  - 英国海外航空 - 9機のモデル18-07 新造機を導入[1]。
- ベネズエラ
  - アエロポスタル・アラス・デ・ベネズエラ（英語版） - 1機を運用[1]。

### 軍事運用
- アメリカ合衆国

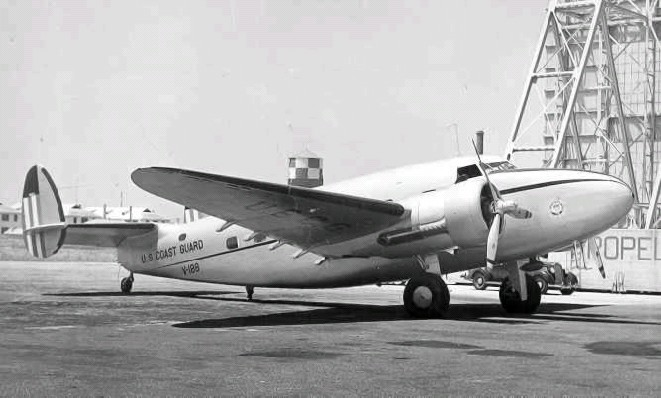
アメリカ沿岸警備隊のR5O

  - アメリカ陸軍航空隊/アメリカ陸軍航空軍 - C-56/C-57/C-60
  - アメリカ海軍航空隊 - R5O
  - アメリカ海兵隊 - R5O
  - アメリカ沿岸警備隊 - R5O
- オーストラリア
  - オーストラリア空軍
- ブラジル
  - ブラジル空軍 - 7機のC-60Aおよび1機のC-66を運用[1]。
- カナダ
  - カナダ空軍 - 18機のC-60Aを運用[1]。
    - 第164飛行隊（英語版）
    - 第165飛行隊（英語版）
- コロンビア
  - コロンビア空軍 - C-60をVIP輸送用途に用いた。
- ハイチ
  - ハイチ軍
- イスラエル
  - イスラエル空軍 - 独立戦争時にC-60Aをオーストラリアから購入し輸送用途に用いた[8]。また、イスラエル軍は同時期に姉妹機種といえるハドソンも運用した[8]。
    - 第103飛行隊[8]
    - 第106飛行隊[8]
- メキシコ
  - メキシコ空軍
- オランダ領東インド
  - オランダ領東インド軍航空隊（英語版） - 20機のモデル18-40および9機のモデル18-50を導入した[1]。
- ニュージーランド
  - ニュージーランド空軍
    - 第40飛行隊（英語版）
    - 第41飛行隊（英語版）
- ノルウェー
  - ノルウェー空軍 - 3機がノルウェー亡命政府により運用された[1]。
- 南アフリカ共和国
  - 南アフリカ空軍
- イギリス
  - イギリス空軍

## 要目
C-60Aの諸元
- 乗員：3名
- 乗客：18名

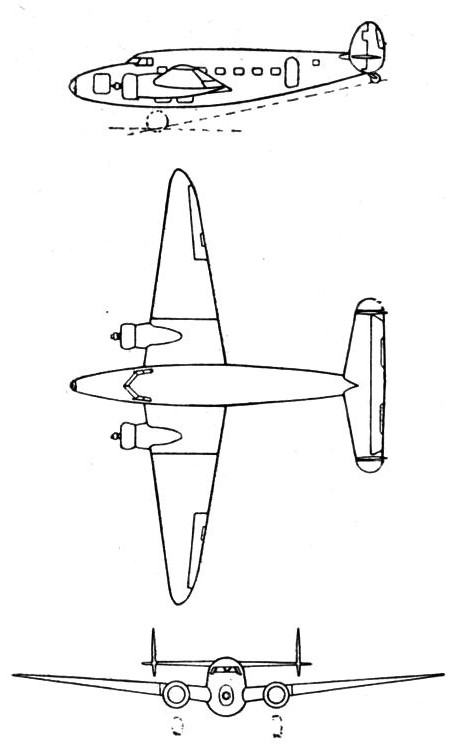
3面図

- 全長：15.19 m (49 ft 10 in)
- 全幅：19.96 m (65 ft 6 in)
- 全高：3.6 m (11 ft 10 in)
- 翼面積：51.2 m² (551  ft²)
- 空虚重量：5,670 kg (12,500 lb)
- 全備重量：7,938 kg (17,500 lb)
- 最大離陸重量：9,825 kg (21,000 lb)
- エンジン：2 × ライト R-1820-87, 各 895 kw (1,200 hp)
- 最大速度：428 km/h (266 mph)
- 巡航速度：322 km/h (200 mph)
- 巡航高度：7,740 m (25,400 ft)
- 航続距離：4,025 km (2,500 mi)